# 瓦爾帕蘇什
41°36′35″N 7°18′44″W / 41.60972°N 7.31222°W

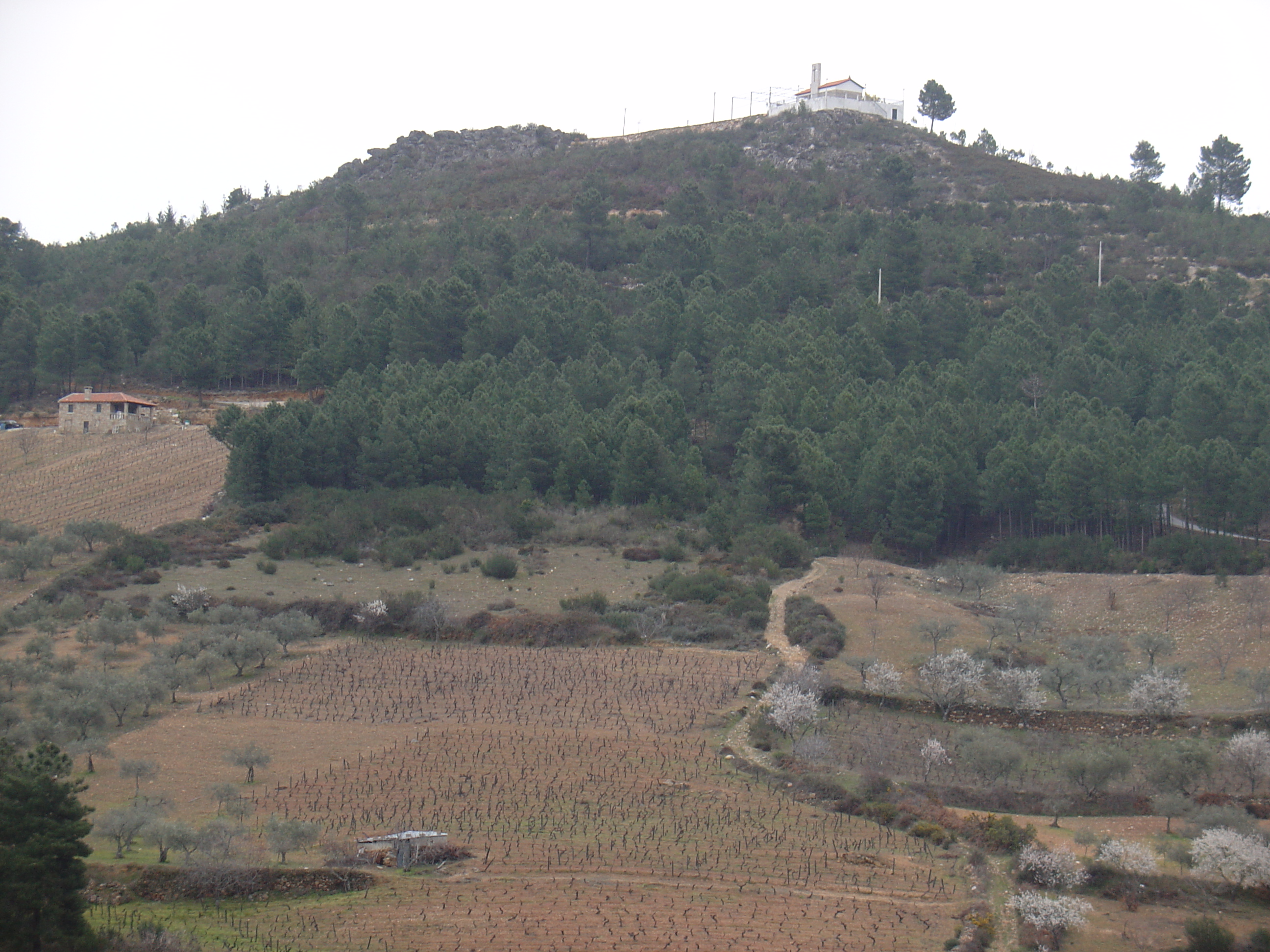

瓦爾帕蘇什（葡萄牙语：Valpaços）是葡萄牙的城鎮，位於該國北部，由雷亞爾城區負責管轄，始建於1836年，面積548.74平方公里，2011年人口16,882，人口密度每平方公里30.77人。